# Bashira Nsa
Bashira Nsa es un deportista nigeriano que compitió en judo. Ganó una medalla de bronce en el Campeonato Africano de Judo de 2005, en la categoría de –73 kg.

## Palmarés internacional
| Campeonato Africano | Campeonato Africano          | Campeonato Africano | Campeonato Africano |
| Año                 | Lugar                        | Medalla             | Categoría           |
| ------------------- | ---------------------------- | ------------------- | ------------------- |
| 2005                | Puerto Elizabeth (Sudáfrica) | Medalla de bronce   | –73 kg              |